# Biblioteka Narodowa Irlandii
Biblioteka Narodowa Irlandii (ang. National Library of Ireland, irl. Leabharlann Náisiúnta na hÉireann) – centralna biblioteka irlandzka, podległa irlandzkiemu Ministerstwu Sztuki, Sportu i Turystyki. Biblioteka znajduje się w Dublinie, w budynku zaprojektowanym przez Thomasa Newenhama Deane’a.
Biblioteka ma prawo egzemplarza obowiązkowego od 2000 roku.
Zbiory biblioteki obejmują książki, mapy, manuskrypty, czasopisma i fotografie.
Przy bibliotece znajduje się m.in. biuro naczelnego herolda Irlandii oraz narodowy ośrodek ISSN.